# 새일초등학교
새일초등학교는 대한민국 대전광역시 대덕구 덕암동에 있는 공립 초등학교이다.

## 학교 연혁
- 1968년 9월 1일 새일국민학교 개교(6학급 편성)
- 1984년 9월 1일 병설유치원 개원
- 1989년 1월 1일 대전직할시로 편입
- 1996년 3월 3일 새일초등학교로 개명
- 2003년 3월 1일 교실 신축(6학급)
- 2007년 11월 8일 급식실 신축
- 2019년 2월 19일 제49회 졸업장 수여식(졸업생 남 41, 여 32 총 73명)
- 2019년 3월 1일 25학급 편성(특수 1학급 신설)
- 2020년 2월 7일 제50회 졸업장 수여식(졸업생 남 37, 여 27 총 64명)
- 2020년 3월 1일 23학급 편성(특수 1학급 포함)
- 2021년 2월 10일 제51회 졸업장 수여식(졸업생 남 39, 여 34 총 73명)
- 2021년 3월 1일 20학급 편성(특수 1학급 포함)
- 2022년 2년 15일 제52회 졸업장 수여식(졸업생 남 35, 여30 총 65명)
- 2022년 3월 1일 18학급 편성(특수 1학급 포함)
- 2023년 2월 14일 제53회 졸업장 수여식(58명)
- 2023년 3월 1일 16학급 편성(특수 1학급 포함)

## 학교 상징
- 교화(개나리) - 아무 곳에나 잘 자라고 이른 봄 꽃 소식을 전하는 개나리처럼 창의적으로 생각하고 적응할 줄 아는 어린이가 되자.
- 교목(향나무) - 비바람과 추위에도 잘 견디고 자라는 이 나무를 본받아 꿋꿋이 꿈을 키워 가는 어린이가 되자.

## 참고 자료
- 새일초등학교 - 한국교육학술정보원 학교알리미